# Ernsthofen
Ernsthofen là một thị trấn ở huyện Amstetten trong bang Niederösterreich ở nước Áo. Đô thị này có diện tích 19,2 km², dân số năm 2001 là người.